# Disa racemosa
Disa racemosa es una especie fanerógama de orquídea de hábito terrestre.  Es nativa de Sudáfrica.

## Descripción
Es una orquídea con raíces tuberosas vellosas, pocas ramas y tallos sin ramas o vellosidad, con hojas generalmente anuales, la inflorescencia también ramificada, con sépalos dorsales y pétalos oblongos,  y la columna prominente, con dos polinias.
Tiene hábitos terrestres con un tamaño pequeño a grandes, prefiere el clima fesco al frío.  Tiene de 3 a 10, angostamente lanceoladas en un tallo. Florece en la primavera en una alargadoa inflorescencia,en forma de racimo bracteado laxo con 2 a 12 flores.

## Distribución y hábitat
Se encuentra en la Provincia del Cabo en Sudáfrica en las regiones pantanosas y a lo largo de los arroyos, a una altitud de 250 a 1500 metros precisando del fuego para conseguir la floración.

## Taxonomía
Disa racemosa fue descrita por   Carlos Linneo el Joven y publicado en Supplementum Plantarum 406. 1781[1782].
Etimología
Disa : el nombre de este género es una referencia a  Disa, la heroína de la mitología nórdica hecha por el botánico Carl Peter Thunberg.
racemosa: epíteto latino que significa "en forma de racimo".
Sinonimia
- Disa secunda (Thunb.) Sw.
- Satyrium secundum Thunb.[5][3]